# Баториевка
Баториевка (дворец Сапег) — памятник архитектуры XVII века в Гродно, бывшая королевская резиденция.

## История

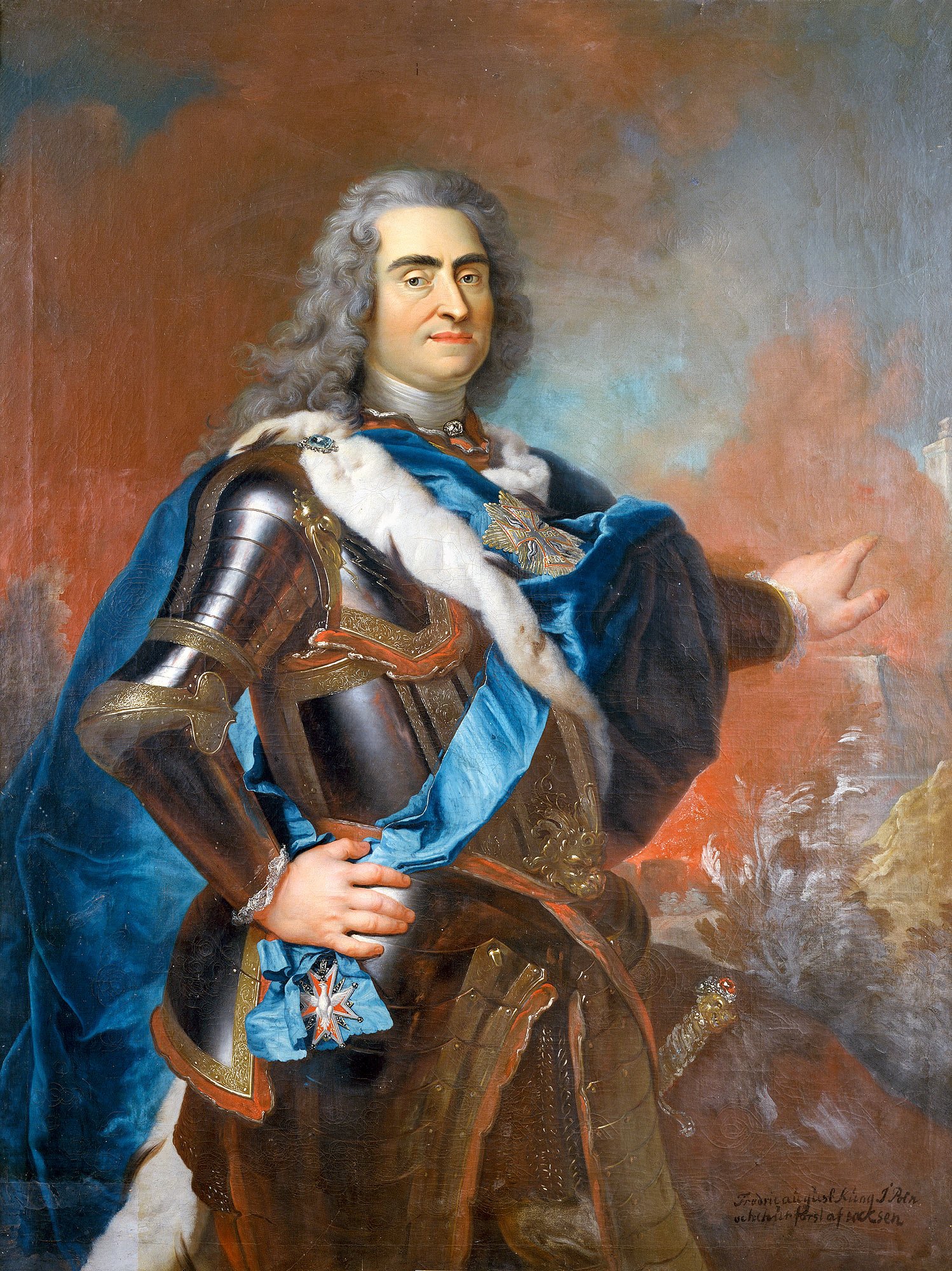
Король Август Сильный - один из самых известных жителей Баториевки.

Традиционно считается построенной во времена Стефана Батория, от имени которого образовано широко известное название резиденции. Кроме того, легенда гласит, что именно в подвалах этого дворца произошло первое, на территории Восточной Европы, документально зафиксированное анатомическое вскрытие: придворные лекари Батория вскрыли и забальзамировали его тело. Однако большинство исследователей считают эти сведения недостоверными. Ошибка, вероятно, порождена неверным толкованием данных исторических документов, сообщающих, что короля анатомировали в здании напротив иезуитского костёла, которым, во времена Батория, считалась так называемая Фара Витовта. Иезуитский костёл Франциска Ксаверия, расположенный напротив Баториевки, ещё не был построен.
Предположительно дворец был возведён для магната Казимира Яна Сапеги, во второй половине XVII века. Отсюда второе название этой резиденции: дворец Сапег. Ранее на этом месте, как предполагают специалисты, располагалась резиденция Потоцких, стены которой, согласно некоторым гипотезам, могли быть использованы при возведении сапежинского дворца. Казимир Ян Сапега был одним из самых влиятельных магнатов ВКЛ. Этим объясняется значительный масштаб его гродненской резиденции, которая была больше виленской.
Король польский и великий князь литовский Август Сильный занял дворец, и он был перестроен саксонскими архитекторами для самого монарха. Таким образом, здание стало гродненской королевской резиденцией, комплекс которой был приспособлен, в числе прочего, и для приёма сеймов Речи Посполитой. Считается, что в этой резиденции прошли сеймы 1718, 1726, 1729 годов.
После возведения во второй четверти XVIII века Нового замка Баториевка перестала выполнять функции королевской резиденции и принадлежала представителям рода Сапег. Кроме Казимира Яна недвижимостью на участке Баториевки в разное время владели многие видные члены рода: Бенедикт Павел, Михаил Антоний, Александр Михаил и его сын Франтишек .

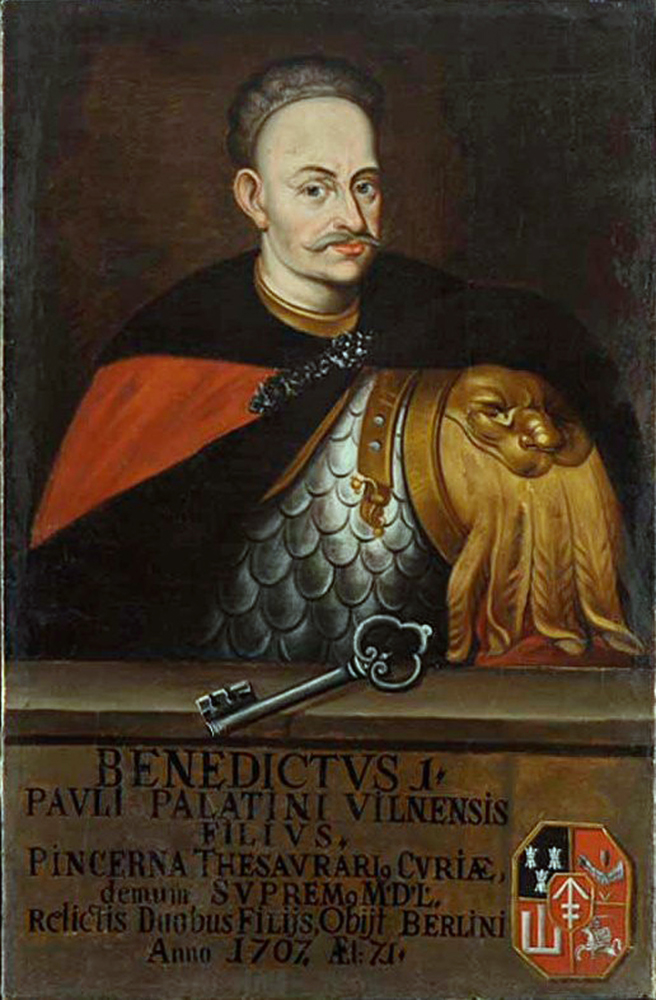
Бенедикт Павел Сапега
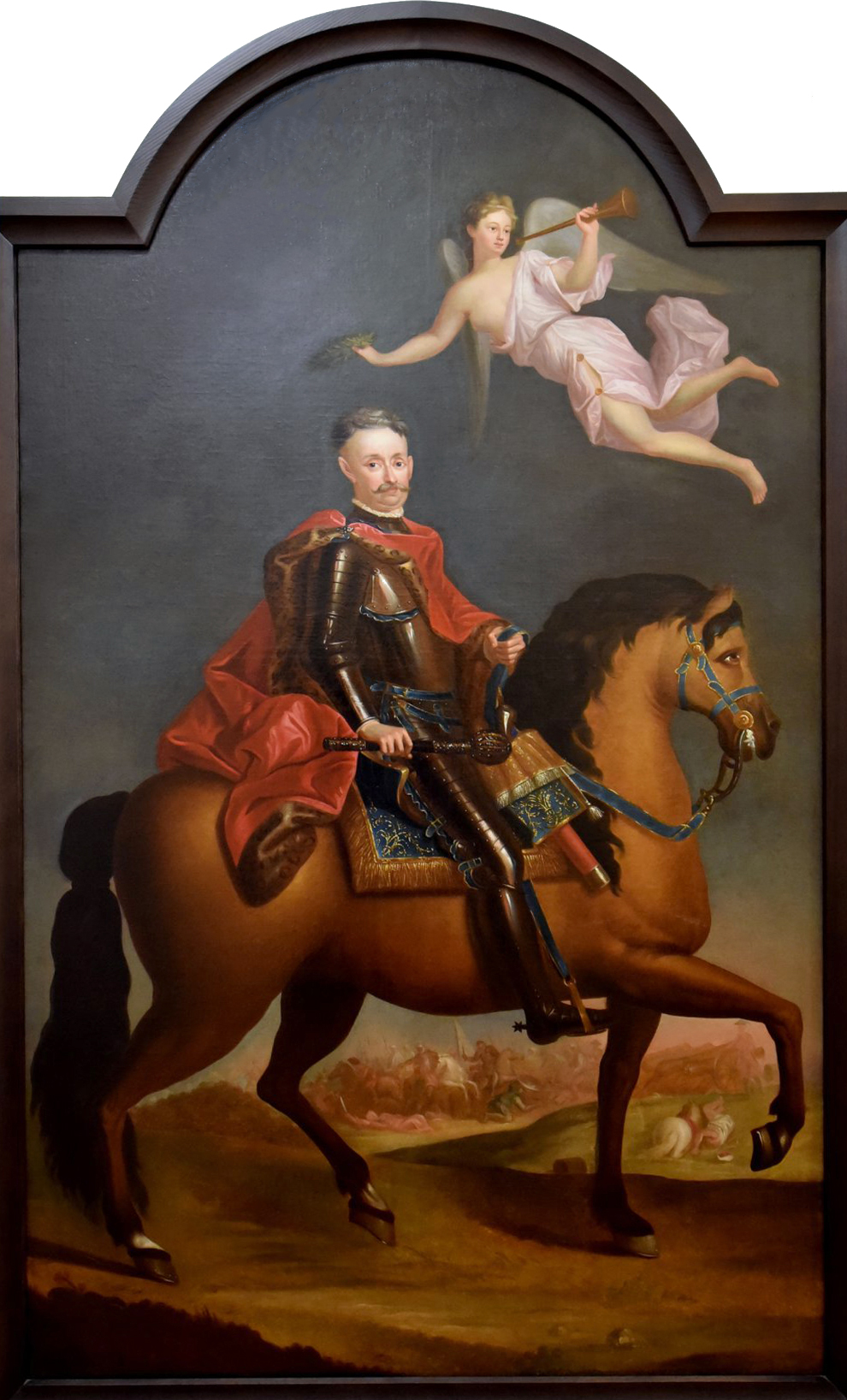
Казимир Ян Сапега
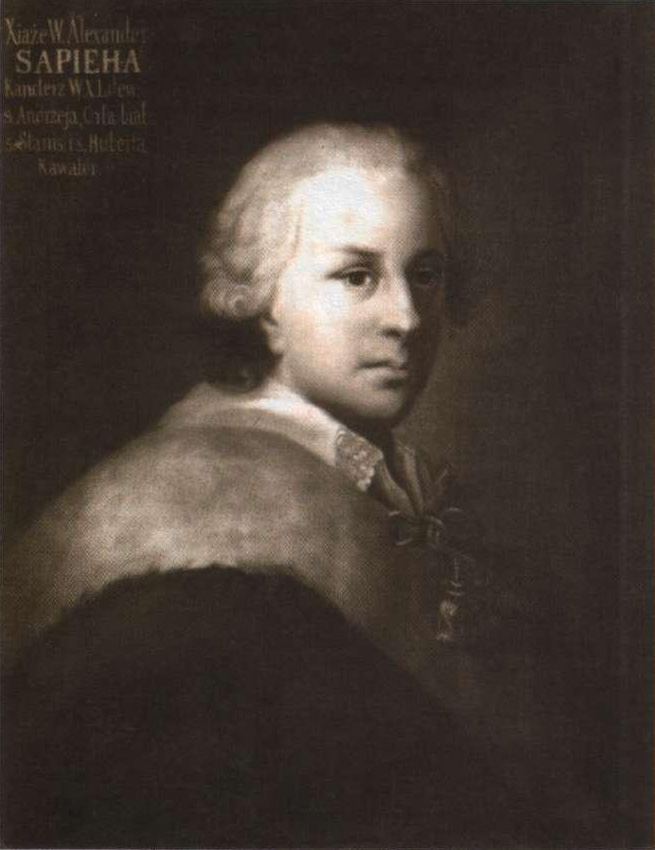
Александр Михаил Сапега
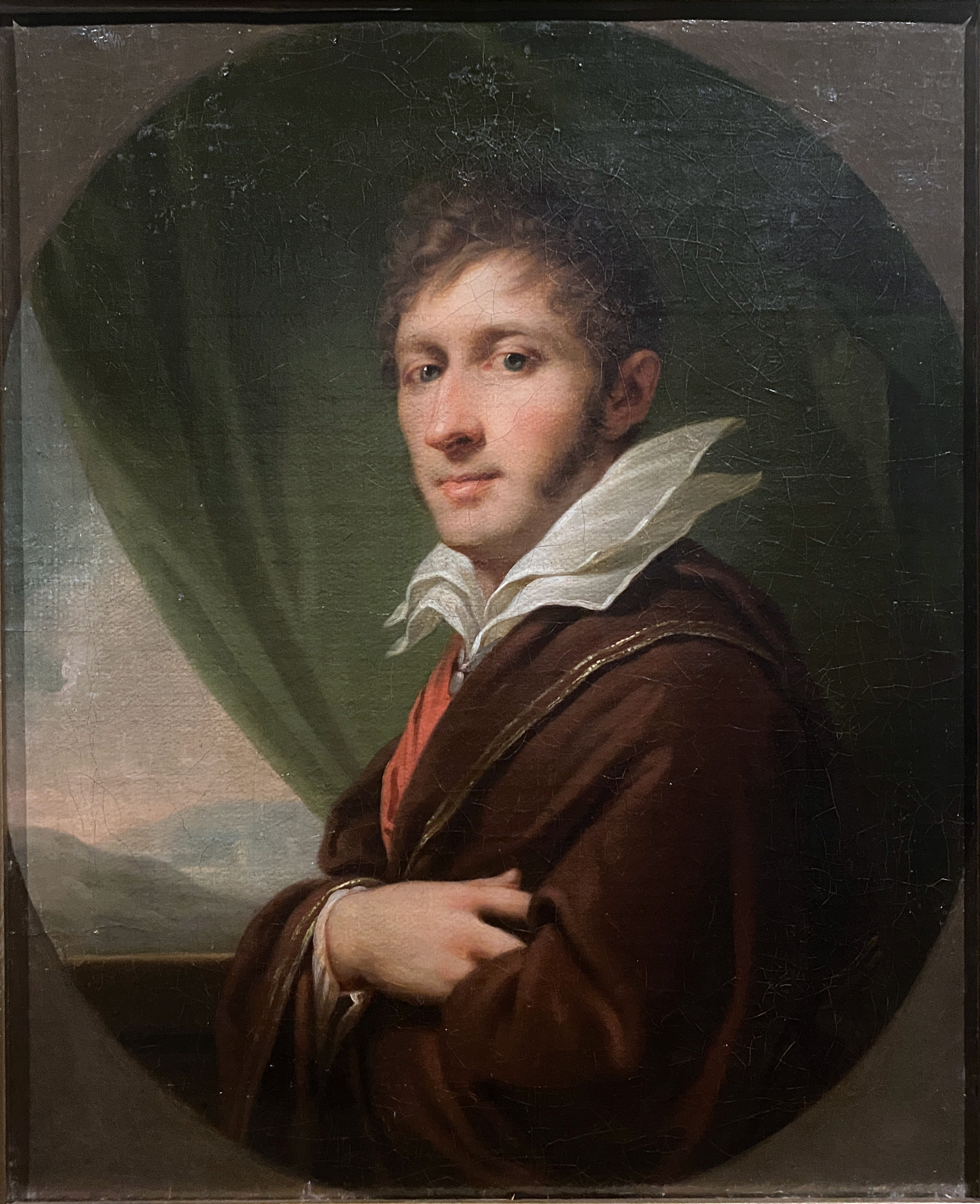
Франтишек Сапега

Во второй половине XVIII века в здании происходили заседания Трибунала Великого княжества Литовского. В конце XVIII века здание переходит роду Бжостовских, у которых оно было конфисковано царской администрацией в 1832 году. Дворец значительно пострадал во время пожара 1885 года. Был частично восстановлен и использовался для размещения гостиницы "Центральная", владелец которой — Мендель Лапин, отвёл здание под гимназию Барковской. В этом учебном заведении училась белорусская поэтесса Зоська Верас. Во время Второй мировой войны здание снова было разрушено. После войны наиболее повреждённая часть бывшей королевской резиденции не восстанавливалась и была разобрана.

## Архитектура
Объём Баториевки составляет менее трети объёма всего королевско-сапежинского комплекса в первой половине XVIII века. Во времена Казимира Яна Сапеги, согласно некоторым исследователям, дворец имел облик подобный варшавскому королевскому замку, что якобы отражало претензии Сапеги на королевский трон. Предположительно, здание имело три башни со звёздами на шпилях. При Августе Сильном дворец был расширен с помощью деревянных пристроек. Деревянные двухэтажные галереи связали главный дворец со вторым дворцом Сапег, находящимся выше по улице Бригитской (Карла Маркса). Во втором дворце, имевшем форму базилики, были устроены специальные залы, предназначенные для поведения сеймов, в главном из которых размещались галереи для участников сейма и королевский трон. Баториевка соединялась с иезуитским костёлом переходом над улицей, с помощью которого король мог посещать службы. Большой внутренний двор, сопоставимый по размеру с двором Старого замка, был образован объёмами обоих дворцов, соединённых галереями. Здания и галереи королевского комплекса имели аркады.
Позднее здание претерпевало изменения в сторону упрощения внешнего и внутреннего декора. Резиденция получила ломанную барочную крышу и третий этаж. Барочная крыша и сквозной арочный проезд во внутренний двор, видны на рисунке XIX века, созданном живописцем Наполеоном Ордой. Позднее они были утрачены.
Существующий объём имеет три этажа. Окна украшены наличниками с сандриками. На главном фасаде сохранились лопатки и карнизы. В подвалах здания ранее размещалась гродненская кунсткамера.

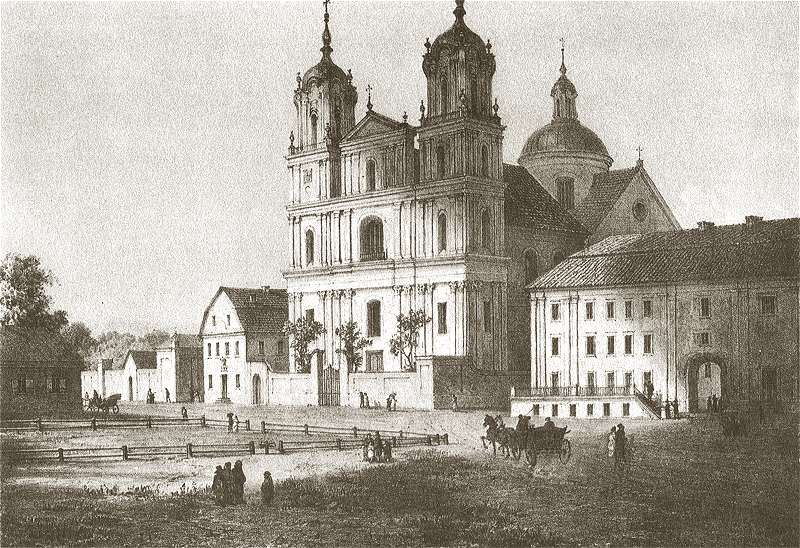
Баториевка на картине Наполеона Орды, XIX век.
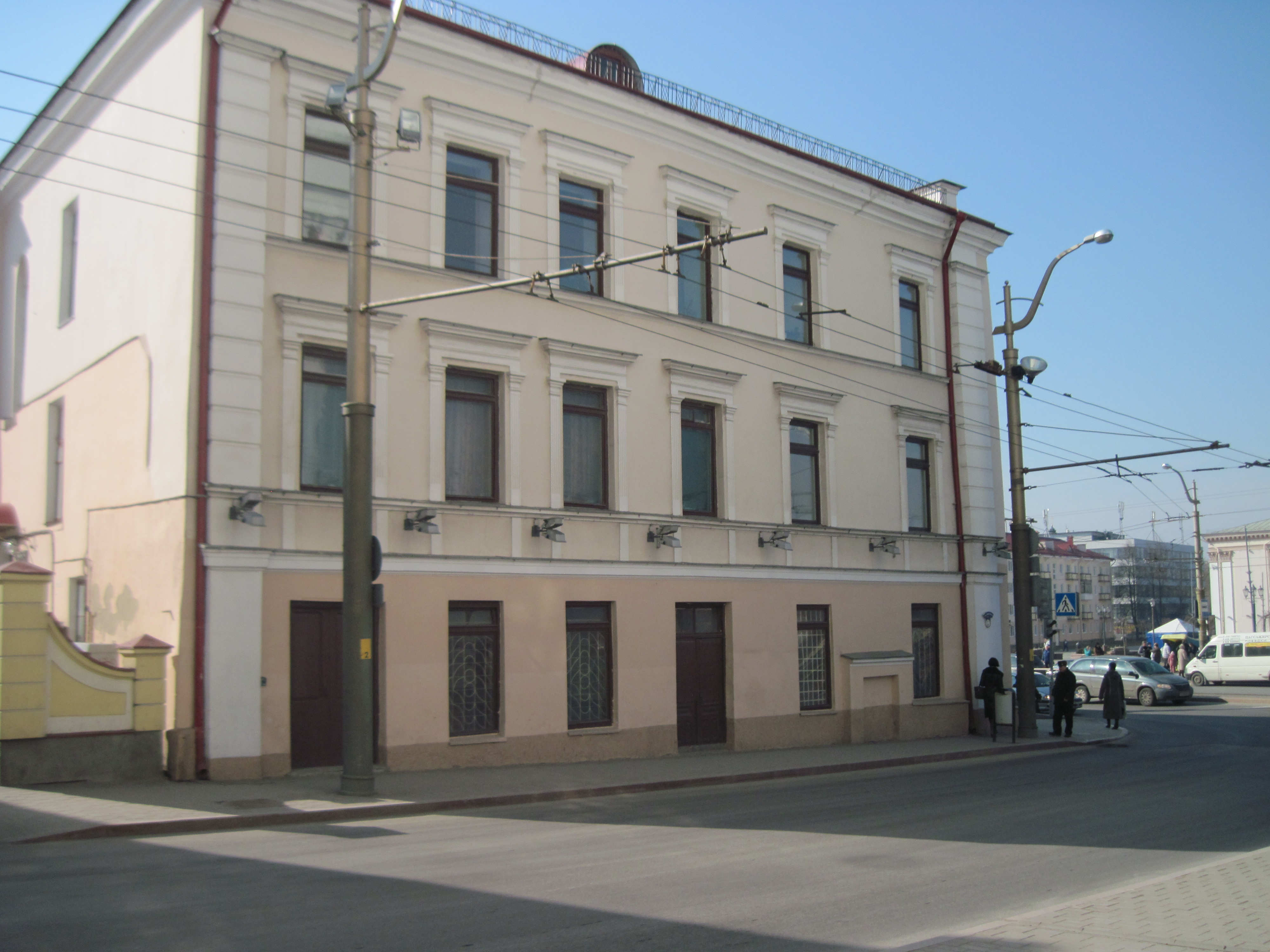
Со стороны ул. Карла Маркса.
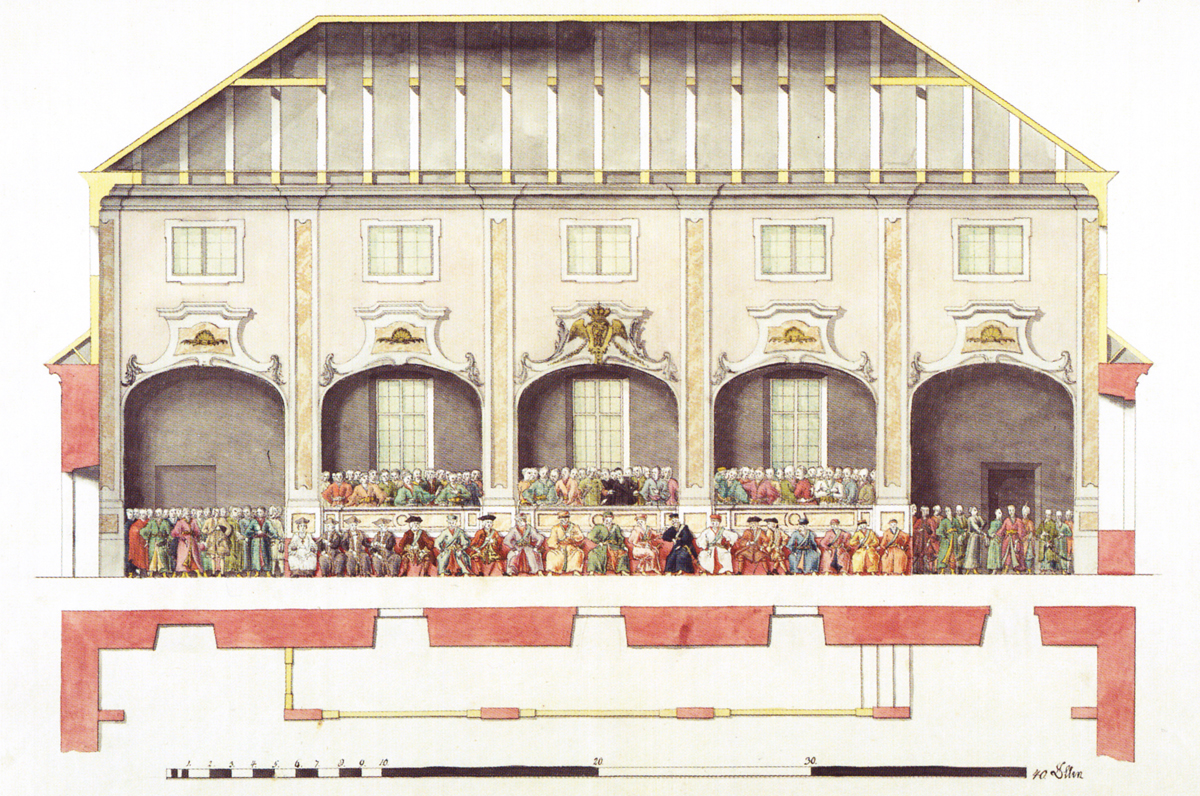
Сейм в Баториевке.
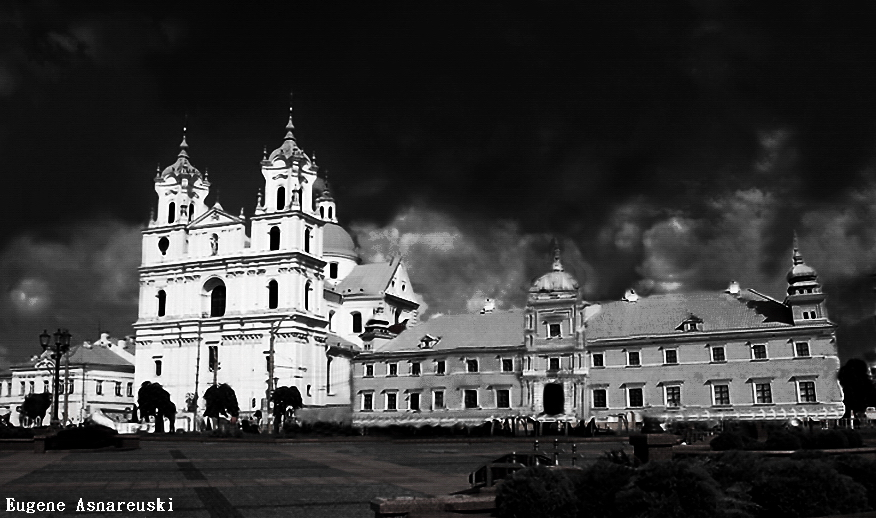
Баториевка в XVII веке,гипотетическая реконструкция, Е. Асноревский.

## Легенда о жёлтом гноме

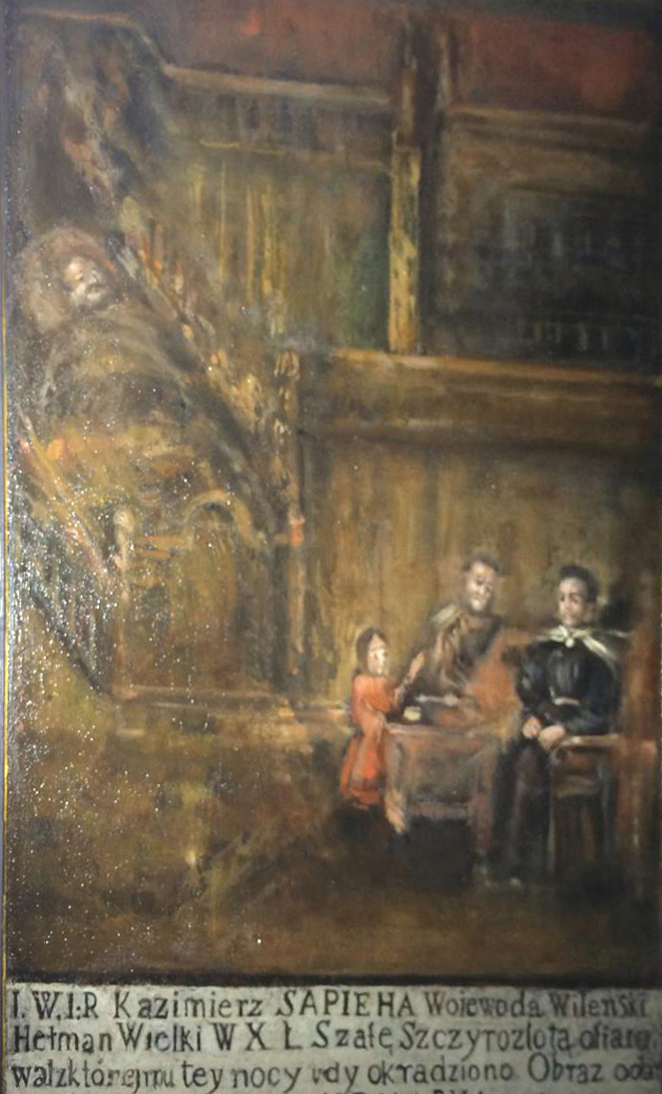
Казимир Ян Сапега. На заднем плане, предположительно, здание Баториевки.

Со зданием бывшей королевской резиденции связана городская легенда Гродно. Согласно легендарным сведеньям, строитель дворца, Казимир Ян Сапега, был настоящим отцом Станислава Понятовского, рождённого от любовницы еврейки и, таким образом, являлся настоящим дедом последнего монарха Речи Посполитой, Станислава Августа Понятовского.
После рождения сына, еврейка якобы потребовала от Сапеги жениться на ней, но Казимир Ян прогнал девушку, а сына тайно пристроил в семью Понятовских, которые, по вполне достоверным историческим сведениям, являлись членами магнатской группировки Сапег. На прощанье бывшая возлюбленная, которая якобы была могучей колдуньей, пообещала магнату, что он умрёт страшной смертью после того, как услышит звон колокола. Сапега решил, что речь о костёльном колоколе и вскоре забыл о мрачном пророчестве. В одну из ночей в Баториевке, Сапега проснулся от громкого звона над ухом и увидел склонившегося над ним жёлтого гнома (краснолюдка), который громко трезвонил в небольшой колокол. Магнат в ужасе вскочил с постели и не разбирая дороги побежал к дверям, но поскользнулся и упал, ударившись головой об изголовье кровати (или же стоявший рядом комод), после чего скончался. Любопытно, что Казимир Ян Сапега действительно умер в Гродно, 13 марта 1720 года.
После смерти князя, жёлтый гном иногда показывается в подвалах и на крыше Баториевки, а кроме того, люди якобы слышат в здании звон колокола и смех гнома.